# Alfred Arthur Brunel-Neuville
Alfred Arthur Brunel-Neuville (ou Brunel de Neuville), né à Passy le 8 décembre 1852 et mort à Sèvres le 5 février 1941, est un peintre de genre français, auteur de natures mortes et de peintures d'animaux, notamment de chats.
Il fut l'élève de Léon Brunel.
En 1909, il expose à Nîmes Jeunes chats et Pêches et raisins. Il vivait alors au 35, rue de Meudon à Billancourt.
En 1912, il présente au Salon de Dijon Raisins et pommes.
Il apprend la peinture à sa fille Marie Yvonne Laur, dite Yo Laur, qui se spécialise dans la peinture animalière.